# Sokratis Papastathopoulos
Sokratis Papastathopoulos (Græsk: Σωκράτης Παπασταθόπουλος) (født 9. juni 1988 i Kalamata, Grækenland) er en græsk fodboldspiller, der spiller som midterforsvarer. Han har sidst spillet for Arsenal. Tidligere klubber han har optrådt for inkludere AEK Athen, Genoa, Milan og Dortmund

## Landshold
Papastatophoulos står (pr. 10. september 2013) noteret for 43 kampe for Grækenlands landshold, som han debuterede for den 5. februar 2008 i en venskabskamp mod Tjekkiet. Han var en del af den græske trup til VM i 2010 i Sydafrika.